# Calathotarsus pihuychen
Espèce
Calathotarsus pihuychen est une espèce d'araignées mygalomorphes de la famille des Migidae.

## Distribution
Cette espèce est endémique du Chili.

## Publication originale
- Goloboff, 1991 : A new species of Calathotarsus (Araneae: Migidae) from Chile. Journal of the New York Entomological Society, vol. 99, no 2, p. 267-273.